# Alvarães (Amazonas)
Alvarães is een gemeente in de Braziliaanse deelstaat Amazonas. De gemeente telt 13.566 inwoners (schatting 2009).
De gemeente grenst aan Tefé, Uarini en Carauari.